# Parachartergus griseus
Parachartergus griseus är en getingart som först beskrevs av Fox 1898.  Parachartergus griseus ingår i släktet Parachartergus och familjen getingar. Inga underarter finns listade i Catalogue of Life.